# Agyra agola
Agyra agola là một loài bướm đêm trong họ Noctuidae.